# Santa Lucia di Piave
Santa Lucia di Piave là một đô thị (comune) thuộc tỉnh Treviso, vùng Veneto, Ý.